# Ernie Cunliffe
Ernie Cunliffe (eigentlich William Ernest Cunliffe; * 2. September 1937 in Long Beach, Kalifornien) ist ein ehemaliger US-amerikanischer Mittelstreckenläufer, der sich auf die 800-Meter-Distanz spezialisiert hatte.
1959 wurde er bei den Panamerikanischen Spielen in Chicago Fünfter, und 1960 erreichte er bei den Olympischen Spielen in Rom das Halbfinale.
Bei den Panamerikanischen Spielen 1963 in São Paulo gewann er Bronze.
1961 und 1964 wurde er US-Hallenmeister über 1000 Yards. Seine persönliche Bestzeit über 880 Yards von 1:47,3 min (entspricht 1:46,6 min über 800 m) stellte er am 2. April 1960 in Fresno auf.